# Colonia Ampliación Santa María
Colonia Ampliación Santa María är en ort i Mexiko.   Den ligger i kommunen Jojutla och delstaten Morelos, i den sydöstra delen av landet, 90 km söder om huvudstaden Mexico City. Colonia Ampliación Santa María ligger 905 meter över havet och antalet invånare är 379.
Terrängen runt Colonia Ampliación Santa María är platt åt nordväst, men åt sydost är den kuperad. Runt Colonia Ampliación Santa María är det tätbefolkat, med 319 invånare per kvadratkilometer. Närmaste större samhälle är Zacatepec, 6,2 km norr om Colonia Ampliación Santa María. I omgivningarna runt Colonia Ampliación Santa María växer huvudsakligen savannskog.